# Anna de Meeûs
Anne Maria Pauline Meeûs (Brussel, 12 februari 1823 - Watermaal-Bosvoorde, 15 juni 1904), vanaf 1836 gravin Anna de Meeûs, stichtte een congregatie van kloosterzusters en verschillende religieuze en caritatieve instituten.

## Levensloop
Anna de Meeûs was de oudste van de elf kinderen van de gouverneur van de Société Générale Ferdinand Meeûs en van Anne-Marie Meeûs. Ze werd derhalve geboren in een welvarende familie die tot de hogere klasse van Brussel behoorde. Toen ze zeven was, onderging ze de traumatische ervaring van de complete vernieling van de ouderlijke woning door de revolutionairen van 1830. 
Haar ouders stuurden haar naar het Brussels pensionaat van Zoé Héger-Parent (1804-1887), een vriendin van de pedagoge en utopische socialiste Zoë de Gamond (1806-1854). In 1840 werd Anna, als zeventienjarige, naar de exclusieve Parijse school gestuurd van de Zusters van Sacré-Coeur, onder leiding van de later heilig verklaarde Madeleine-Sophie Barat (1779-1865). Het pensionaat, gehuisvest in het prestigieuze Hotel Biron in de Rue de Varenne, was bestemd voor meisjes uit de Franse aristocratische kringen. Ferdinand de Meeüs was ondertussen graaf geworden en ook Anna werd als gravin aangesproken. Ze werd er geïnspireerd door de religieuze en sociale opvattingen van de lerares Aimée Gillin d'Avenas. Ze bleef er niet lang, want om gezondheidsredenen keerde ze terug naar het familiekasteel Argenteuil. Toen ze aan de huwbare leeftijd kwam zou ze in principe de eerste zijn in het gezin om gevolg te moeten geven aan de huwelijkspolitiek die haar vader, volgens de gewoonten van de tijd, ontwikkelde. Zelfs de nuntius in België voor de jaren 1843-1846, Vincenzo Pecci (de latere paus Leo XIII), werd ingeschakeld om haar toestemming te krijgen voor een aristocratisch huwelijk, maar ze liet zich niet overtuigen. Ze toonde zich integendeel zeer misnoegd over dergelijke drukking.
Ze bleef ongehuwd bij haar ouders wonen en werd weldra opgeslorpt door haar activiteiten van goede werken. Ze klaagde over de dansavonden, waar ze een hekel aan had, en over de familieverplichtingen, waar ze tegen opzag. Haar vader, hoewel behorende tot de liberale zakenkringen, was zelf een man van de goede werken en een trouwe volger van de kerkelijke voorschriften. Bij de Sacré Coeur was Anna lid geworden van de Enfants de Marie en ze sloot zich aan bij de Brusselse afdeling. Ze maakte er kennis met de leider ervan, de charismatische jezuïet Jean-Baptiste Boone (1794-1871). Hij werd haar geestelijke leider en biechtvader. Dit was een dynamisch-religieuze omgeving, geschikt voor het ontluiken van een kloosterroeping. Ze leerde er ook grondiger de beklagenswaardige toestand kennen van de arme Brusselse bevolking. Samen met haar beste vriendin, Micaela Desmaisières y Lopez (1810-1865) ontwikkelde ze hulpverleningsacties in de 'Marollen'. 
Tegelijk zag ze er wel tegen op om als "oude jonge dochter" door het leven te gaan. Zo groeide haar verlangen naar een religieuze status. In 1844 legde ze al een geheime gelofte af om als religieus persoon verder te leven. Weldra volgde de stap naar het kloosterleven. Ze liet zich niet opnemen in een bestaande orde of congregatie, maar bracht zelf een nieuwe religieuze gemeenschap tot stand, waarvan ze de leiding nam. Op 24 april 1857 stichtte ze de congregatie van Dames de l'Adoration perpétuelle en daarnaast het Institut de l'Adoration perpétuelle du Saint-Sacrement met voor beide als doelstelling: een bijzondere verering, de klok rond, voor het Heilig Sacrament. Daar kwam voor de kloostercongregatie nog het organiseren van religieuze opvoeding of catechese en het organiseren van retraites bij. 
De eerste zusters, afkomstig uit aristocratische kringen, legden op 5 juli van het jaar 1857 hun religieuze geloften af. Weldra verenigde Anna vijfentwintig medezusters rond zich. Onder hen bevonden zich barones Marie-Thérèse van der Linden d'Hoogvorst (1783-1859), burggravin Julie Desmanet de Biesme (1828-1913), barones Caroline Cogels (1821-1865) en drie van de vijftien kinderen van graaf Victor de Robiano (1807-1864). Het Internationaal aartsbroederschap voor de aanbidding van de Eucharistie, dat hierop aansloot, telde weldra tienduizenden leden. In 1849 stichtte Anna de Meeûs nog een bijkomend werk, het Oeuvre des églises pauvres, waarbij kerkgewaden, heilige vaten, heiligenbeelden en allerhande zelfgemaakte items aan armoedige kerken werden geschonken. Deze activiteit zou tot ver in de twintigste eeuw worden verder gezet. Beide activiteiten werden vanaf 1850 samengevoegd en, met de steun van kardinaal Engelbertus Sterckx, erkend onder de naam Association de l'Adoration perpétuelle du Très Saint Sacrement et de l'Oeuvre des églises pauvres. In 1860 telde de associatie 45.000 leden, met afdelingen niet alleen in de meeste Belgische steden, maar ook in Beieren, Oostenrijk, Polen, Engeland en Nederland. In 1885 was dit opgeklommen tot 250.000 à 300.000 leden. Rond 1900 had de vereniging 279 afdelingen, verspreid over de wereld. In België alleen al telde men bijna 200.000 leden. Anderzijds waren aan 1215 arme kerken al meer dan 100.000 liturgische voorwerpen toegestuurd. De activiteit werd uitgebreid tot steunverlening aan de missionarissen, die talrijke, vooral liturgische, voorwerpen ontvingen, nodig voor de evangelisatie.
Op 24 april 1863 ontving de congregatie lof vanwege paus Pius IX. Er werden kloosters opgericht in Gent (1864), Maastricht (1865), Rotterdam (1866), Luik (1867) en Manchester (1879). In Watermaal-Bosvoorde werd in 1870 het moederhuis, met noviciaat, opgericht op een eigendom van de familie de Meeûs. Tijdens de schoolstrijd werd er een meisjesschool aan toegevoegd. Op 15 maart 1872 kregen de constituties van de congregatie vanwege de Heilige Stoel definitieve goedkeuring, samen met een pauselijk statuut, dat een grotere onafhankelijkheid tegenover de lokale bisschoppen inhield. De ontwikkeling werd toen aanzienlijk. Waren er in 1867 slechts 29 zusters, dan waren er dat 117 in 1886. De congregatie werd internationaal: op 175 ingetreden leden, was een derde niet-Belgisch, onder wie 21 Italianen, 18 Nederlanders en 8 Duitsers. De nieuwe rekruten behoorden voortaan minder tot de aristocratie maar tot de welstellende burgerij: dochters van industriëlen uit Rotterdam, van artsen uit het Rijnland en van juristen uit Italië. Rond 1900 telde de congregatie 220 leden.
In haar omgaan met een uitsluitend mannelijke leiding binnen de Kerk, wist Anna de Meeûs zich behendig te bewegen, door enerzijds een bijzonder nederige en onderdanige houding aan te nemen, maar anderzijds haar eigen initiatieven door te zetten en haar eigen weg te gaan. Wanneer de priesters die ze als raadgevers en biechtvaders aanvaardde, haar niet meer welgevallig waren, dankte ze die af. Zo verdween de ouder wordende pater Boone, erg tegen zijn zin, uit haar omgeving en werd korte tijd vervangen door de dynamische, uit Rome overwaaiende Fransman, Ludovicus Chaillot. De jezuïeten werden volledig uitgesloten, en dankzij de redemptorist en kardinaal-aartsbisschop Victor Augustus Dechamps kon Anna voortaan grotendeels zelf de geestelijke raadgevers en biechtvaders kiezen. Haar sociale rang en stand en haar uitstekende relaties met paus Leo XIII, waren haar daarbij behulpzaam en openden meteen vele deuren voor haar, waarbij ze fondsen voor haar activiteiten kon bekomen. Een keerzijde van haar sterk karakter was dat ze binnen de congregatie met scherpe blik toekeek op het doen en laten van haar medezusters, wat er een paar van haar vroegste volgelingen toe bracht om uit te treden.
Bij het overlijden van Anna de Meeûs telde de congregatie zestien kloosters. Naast het organiseren van de eeuwigdurende aanbidding en de acties van catechese en van steun aan de arme kerken in Europa en in de missielanden, waren de activiteiten ook gericht op de zorg voor weeskinderen en voor ouderlingen.

## Voetnoot
1. ↑   In Spanje stichtte Micaela een gelijkaardige kloosterorde als die van Anna de Meeûs. Ze bezweek aan de cholera en werd in 1934 heilig verklaard.

- International Standard Name Identifier: 0000 0000 6225 3530
- Système universitaire de documentation: 235713996
- Virtual International Authority File: 89201820